# Ndola
Ndola là thành phố lớn thứ ba ở Zambia, với dân số 495.000 người (tổng điều tra năm 2008). Nó là trung tâm công nghiệp, thương mại, trên Copperbelt, khu vực khai thác mỏ đồng của Zambia, và là tỉnh lỵ của tỉnh Copperbelt. Nó cũng là thành phố thủ đô thương mại của Zambia và có một trong ba sân bay quốc tế, hai thành phố kia làc Livingstone và Lusaka. Nó nằm chỉ 10 km từ biên giới với Cộng hòa Dân chủ Congo.

## Lịch sử
Ndola được thành lập vào năm 1904, John Edward "Chiripula" Stephenson chỉ sáu tháng sau Livingstone, làm cho nó thứ hai thị trấn thời thuộc địa lâu đời nhất của Zambia. Nó được bắt đầu như là một boma và tiền đồn thương mại, trong đó đặt cơ sở của nó như là một trung tâm hành chính và kinh doanh.
Tuyến đường sắt chính của các tuyến đường sắt Rhodesia đến thị trấn vào năm 1907, cung cấp các dịch vụ hành khách phía nam như Bulawayo, với các kết nối đến Cape Town. Tuyến đã được mở rộng vào Cộng hòa Dân chủ Congo và từ đó cuối cùng nối với tuyến đường sắt Benguela cảng Đại Tây Dương của vịnh Lobito (sử dụng để có một số xuất khẩu đồng của Zambia nhưng hiện đang đóng cửa). Đầu đường ray Ndola đã làm cho thành phố trở thành trung tâm phân phối của đất nước. Trước khi mạng lưới đường bộ được xây dựng vào những năm 1930, một tuyến vận tải từ Ndola đến Kapalala trên sông Luapula, và giao thông vận tải thuyền từ đó đến sông Chambeshi là các tuyến đường thương mại chính cho các tỉnh phía Bắc, do đó hình thành một phần của vùng nội địa Ndola.